# جشنواره بین‌المللی عکاسی چوبی ملا
جشنواره بین‌المللی عکاسی چوبی ملا (انگلیسی: Chobi Mela International Photography Festival) یک جشنواره بین‌المللی عکاسی است که در داکا بنگلادش برگزار می‌شود. این رویداد بین‌المللی، با کوشش شهید العلم عکاس سرشناس بنگلادشی راه اندازی شده‌است، یکی از مشهورترین رویدادهای عکاسی در آسیا است. این جشنواره‌ی بین‌المللی در هر دوره حول یک موضوع یا تم خاص برگزار می‌گردد.